# Struma (Schiff)
Die Struma (bulgarisch Струма) war ein 1880 gebautes, zuletzt bulgarisches 469-BRT-Motorschiff, das im Februar 1942 versenkt wurde. Das Schiff hätte über 760 jüdische Flüchtlinge in das damals unter britischer Verwaltung stehende Völkerbundsmandat für Palästina bringen sollen. Es wurde von dem sowjetischen U-Boot Schtsch-213 (Щ-213), das gegen den neutralen Schiffsverkehr im Schwarzen Meer eingesetzt war, am 24. Februar 1942 durch einen Torpedo versenkt. Fast alle Passagiere starben.

## Vorgeschichte
Die Struma war eine bereits im Jahre 1880 auf der Werft von Palmers Shipbuilding & Iron Co. Ltd. im englischen Newcastle upon Tyne gebaute Yacht, die unter dem Namen Cornelia vom Stapel gelaufen war. Das aus Stahl gebaute Schiff war 57,1 m lang, 7,7 m breit und mit 469 BRT vermessen. Als Antrieb dienten eine zweizylindrige Expansionsdampfmaschine sowie drei Masten (Zustand nach Fertigstellung, später wurde ein Mast komplett entfernt und die beiden anderen gekürzt). Zwischen 1880 und 1911 gehörte die Yacht verschiedenen wohlhabenden Privatpersonen in England.
1911 wurde das Schiff nach Österreich-Ungarn verkauft und war bis 1913 in Split bei der Firma Papaic & Novak registriert. Während dieser Zeit fuhr das Schiff noch unter dem ursprünglichen Namen Cornelia. 1913 wurde die Yacht an ein griechisches Unternehmen weiterveräußert und in Makedonia umgetauft. Unter diesem Namen wurde das Schiff vermutlich bis Mitte der 1920er Jahre eingesetzt, ehe es um 1925 von der in Piräus ansässigen Firma S. A. Ionienne de Navigation & Vap. Ioanulato übernommen und in Ioannina umgetauft wurde. 1930 wurde die Yacht von der ebenfalls in Piräus sitzenden Hellenic Coast Lines übernommen und von dieser, ebenfalls noch unter dem Namen Ioannina, bis 1934 auf Küstenrouten eingesetzt. Im gleichen Jahr erfolgte schließlich der Weiterverkauf des Schiffes nach Bulgarien. Ab diesem Zeitpunkt (1934) ist der Verbleib der Yacht nicht genau bekannt. Vermutlich ist sie mit dem als yachtähnlich beschriebenen Schiff Esperos identisch, das ab Mitte der 1930er Jahre im bulgarischen Warna gelegen hatte. Wann die mögliche Umbenennung von Ioannina in Esperos erfolgt ist, ist nicht genau gesichert, vermutlich aber geschah dies um 1934/35. Teile des Schiffes, darunter einer der Masten und Stücke der Inneneinrichtung, wurden ab dieser Zeit von Bord gegeben, um das Schiff besser für den Frachttransport nutzen zu können. 1939 wurde schließlich auch der vom Zusammenbruch bedrohte Motor ausgebaut.
Zwischen 1939 und 1940 lag die Esperos infolgedessen antriebslos in Warna und diente lediglich als Leichter für den Frachttransport. Im Dezember 1940 wurde das heruntergewirtschaftete Schiff von der bulgarischen Struma AG aufgekauft, die die ehemalige Yacht in Struma umbenannte und im Rahmen einer Grundüberholung auch einen neuen Motor einbauen ließ.

## Flüchtlingstransporter für Juden
Zu dieser Zeit wurde der in Warna ansässige und für verschiedene zionistische Organisationen tätige jüdische Augenarzt Baruch Konfino, der bereits 1939 die Ausfahrten der kleinen und altersschwachen Flüchtlingsschiffe Rudnitchar und Bopha (mit insgesamt 368 Menschen an Bord) nach Palästina mitinitiiert hatte, auf die Struma aufmerksam. Konfino erwarb das Schiff am 15. Dezember 1940 von der Struma AG, behielt dessen Namen bei und ließ es für den Transport einer größeren Anzahl von Flüchtlingen herrichten. So wurden in den Laderäumen mehrstöckige Holzpritschen eingebaut und im Rumpf Wassertanks und Latrinen installiert. Der Umbau zog sich über mehrere Monate hin. Bulgarien trat am 1. März 1941 dem Dreimächtepakt bei, was einen Tag später zum verabredeten Einrücken deutscher Truppen in Bulgarien führte. Vor diesem Hintergrund mussten Konfino und die in den Transport involvierten zionistischen Gruppen (unter anderem Betar und Irgun) große Vorsicht walten lassen. Das noch unzureichend ausgerüstete Schiff wurde von Warna nach dem rumänischen Constanța verlegt.
Aufgrund von Verzögerungen konnte die Struma Constanța erst am 12. Dezember 1941 verlassen. An Bord des Schiffes, das unter dem Befehl des bulgarischen Kapitäns G. T. Gorbatenko stand und unter panamaischer Flagge fuhr, befanden sich 791 jüdische Flüchtlinge, die zumeist aus der Bukowina und Bessarabien stammten. Es befanden sich keine großen Vorräte an Bord, da man für die Überfahrt nach Istanbul nur 14 Stunden eingeplant hatte. Auch Rettungsmittel waren nicht vorhanden.

## Überfahrt und Lage in Istanbul
Bereits kurz nach dem Auslaufen aus Constanța setzte der Motor der Struma immer wieder aus. Istanbul wurde deswegen erst nach vier Tagen, am 16. Dezember 1941, erreicht. Kurz vor der Ankunft versagte die Maschine komplett den Dienst und das Schiff musste von einem Schlepper in den Hafen gezogen werden.
Die britische und die türkische Regierung führten in den folgenden zehn Wochen Geheimverhandlungen mit der Jewish Agency for Israel in Jerusalem über das Schicksal der Passagiere. Die britische Regierung wollte diese wegen der fehlenden Visa nicht in Palästina einreisen lassen, die türkische Regierung einen Landgang und den Verbleib in der Türkei verhindern. Währenddessen verschlechterten sich die Versorgungslage und die hygienischen Verhältnisse auf dem ohnehin überfüllten Schiff. Bereits am 24. Dezember 1941 hatte Kapitän Gorbatenko die türkischen Hafenbehörden über die katastrophalen Zustände an Bord unterrichtet und zudem darauf hingewiesen, dass er die Verantwortung im Falle einer Weiterreise des Schiffes wegen der als mangelhaft einzustufenden Seetüchtigkeit nicht übernehmen könne. Am 10. Januar 1942 wurde Gorbatenko erneut bei den türkischen Hafenbehörden vorstellig und wies wiederum auf die menschenunwürdigen Zustände an Bord hin; inzwischen hatte es auf der Struma die ersten Fälle von Ruhr gegeben.
Für nur neun Passagiere wurden im Januar und Februar 1942 Ausnahmeregelungen erreicht, sodass Mitte Februar 1942 noch 782 jüdische Flüchtlinge an Bord waren. Noch während der Verhandlungen, die über die Weiterreise wenigstens der unter 11-jährigen Kinder nach Palästina im Gange waren, ließen die türkischen Behörden auf Intervention der englischen Regierung das Schiff am 23. Februar 1942 schließlich aufs offene Meer (Schwarzes Meer) hinausschleppen; außerhalb der türkischen Hoheitsgewässer drehte der Schlepper schließlich ab und überließ die Struma ihrem Schicksal.

## Versenkung

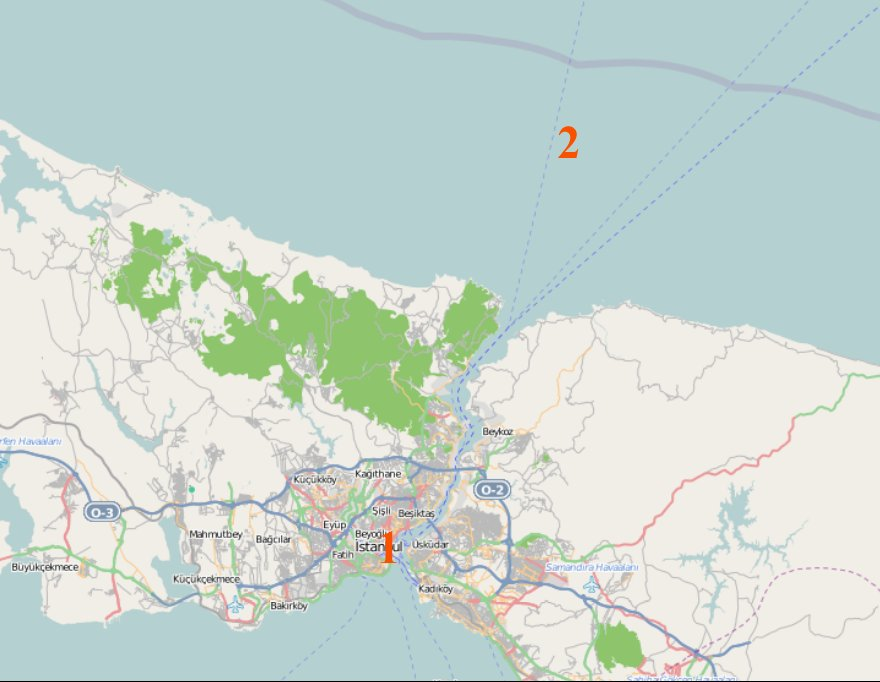
Karte des Bosporus.
Position 1 zeigt die Liegeposition der Struma im Hafen von Istanbul,
Position 2 zeigt den Ort der Versenkung im Schwarzen Meer (nicht im Bosporus).

Die fahrunfähige Struma wurde zwischen 3 und 4 Uhr am Morgen des 24. Februar 1942, etwa 14 Seemeilen nordnordöstlich des Bosporus, vom sowjetischen U-Boot Schtsch-213 unter dem Kommando von Oberleutnant D. M. Deneschko gesichtet und aus einer Distanz von rund 1.200 m durch einen Torpedo versenkt. Der Treffer brachte das über 60 Jahre alte Schiff innerhalb weniger Minuten zum Sinken. Beim Untergang starben 781 Flüchtlinge sowie 10 Besatzungsmitglieder. Nur der 19-jährige rumänische Jude David Stoliar wurde am nächsten Tag von eintreffenden türkischen Rettungskräften lebend geborgen. Er hatte sich mit drei Besatzungsmitgliedern beim Untergang des Schiffes an ein Wrackteil klammern können. Während diese nach und nach wegen Unterkühlung ertranken, überlebte Stoliar im eiskalten Wasser; aus Verzweiflung unternahm er jedoch im Wasser einen Selbstmordversuch. Er wurde in einem türkischen Militärkrankenhaus isoliert und anschließend gefangen gehalten. Jüdische Vertreter durften ihn nicht kontaktieren und nach zwei Monaten erhielt er die Erlaubnis nach Palästina einzureisen. Stoliar lebte zuletzt in den USA, wo er im Alter von 91 Jahren am 1. Mai 2014 starb.
Im Juli 2004 fand ein türkisches Taucherteam etwa an der Stelle, an der die Struma gesunken war, ein Schiffswrack. Die Identität des Schiffes konnte jedoch nicht abschließend geklärt werden. Am 3. September 2004 trafen sich Angehörige der Struma-Passagiere, Vertreter der türkischen jüdischen Gemeinde, Delegierte aus Großbritannien und den USA sowie der israelische Botschafter zu einer Gedenkveranstaltung am Ort des Geschehens.

## Abweichende Dokumentierung
In dem 1987 von Götz Aly herausgegebenen Buch Biedermann und Schreibtischtäter wird die Geschichte der Versenkung der Struma anders dargestellt. Dort heißt es, das Schiff sei von einem deutschen Schnellboot am 25. Februar 1942 versenkt worden. Aly stützt sich dabei auf eine Behauptung aus der ostdeutschen Publikation Aus dem Tagebuch eines Judenmörders von 1956.
Einige Chronisten geben mitunter widersprüchliche Passagier- und Opferzahlen an, die aber einer Überprüfung nicht standhalten würden. So wurde neben Holon auch in Aschdod ein Denkmal für die Opfer der Struma-Katastrophe errichtet, dessen Inschrift mit den mittlerweile bekannten Fakten nicht übereinstimmt und damit Opferzahl, Ursachen und Verlauf der Geschichte falsch darstellt.

## Erinnerung
In Israel gibt es mehrere Denkmäler und in Beʾer Scheva ein Museum.

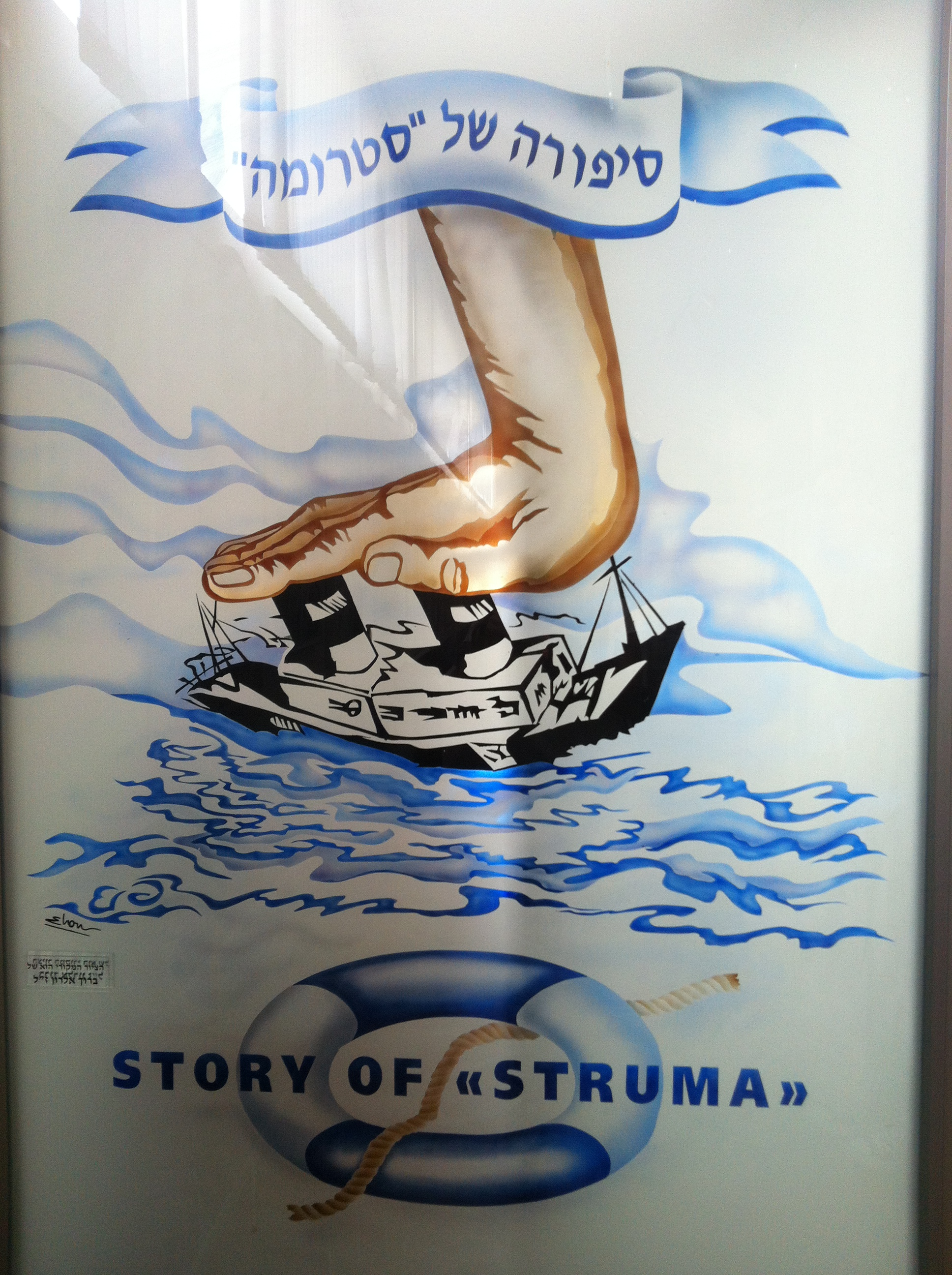
Plakat
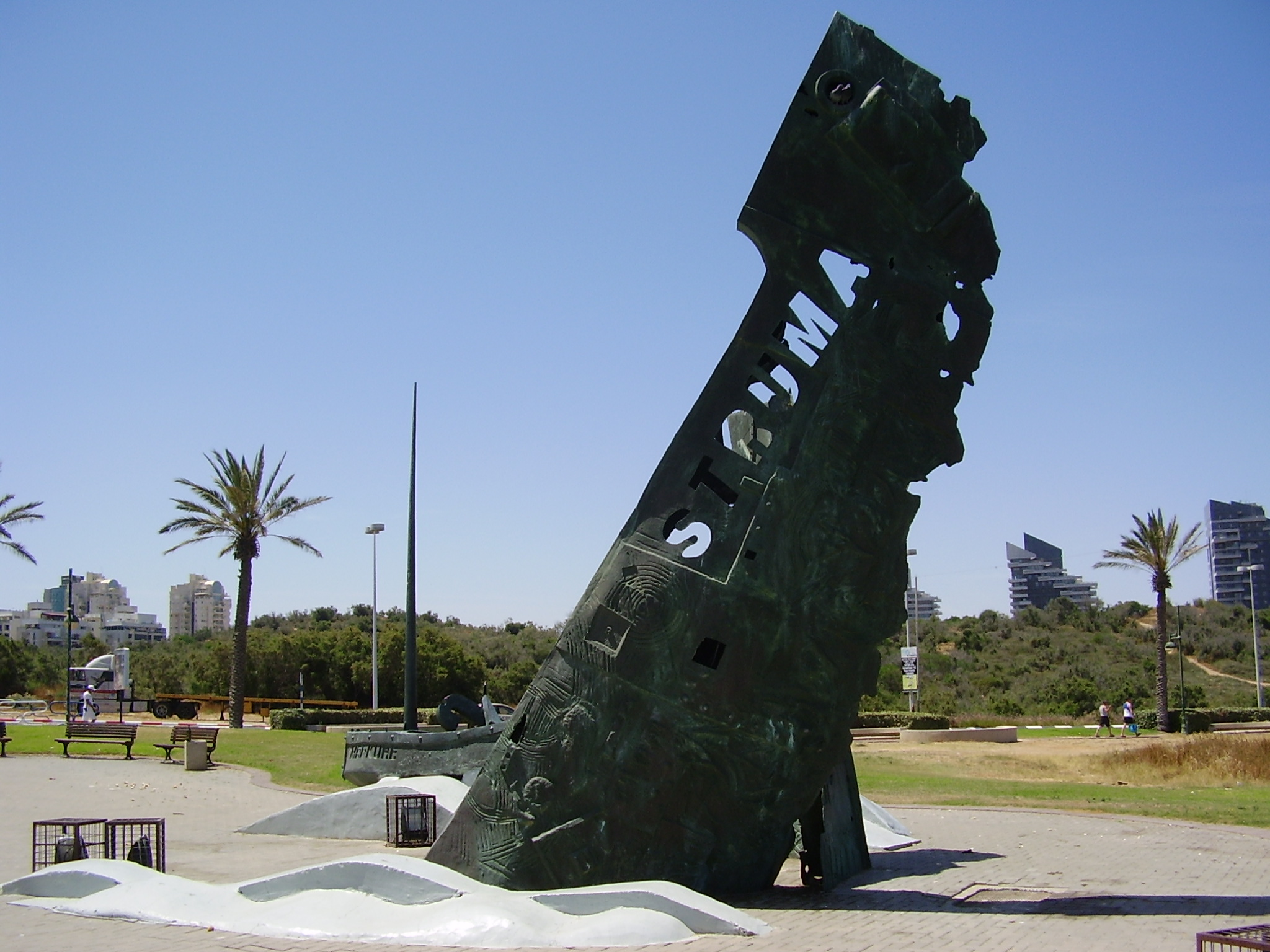
Denkmal in Aschdod
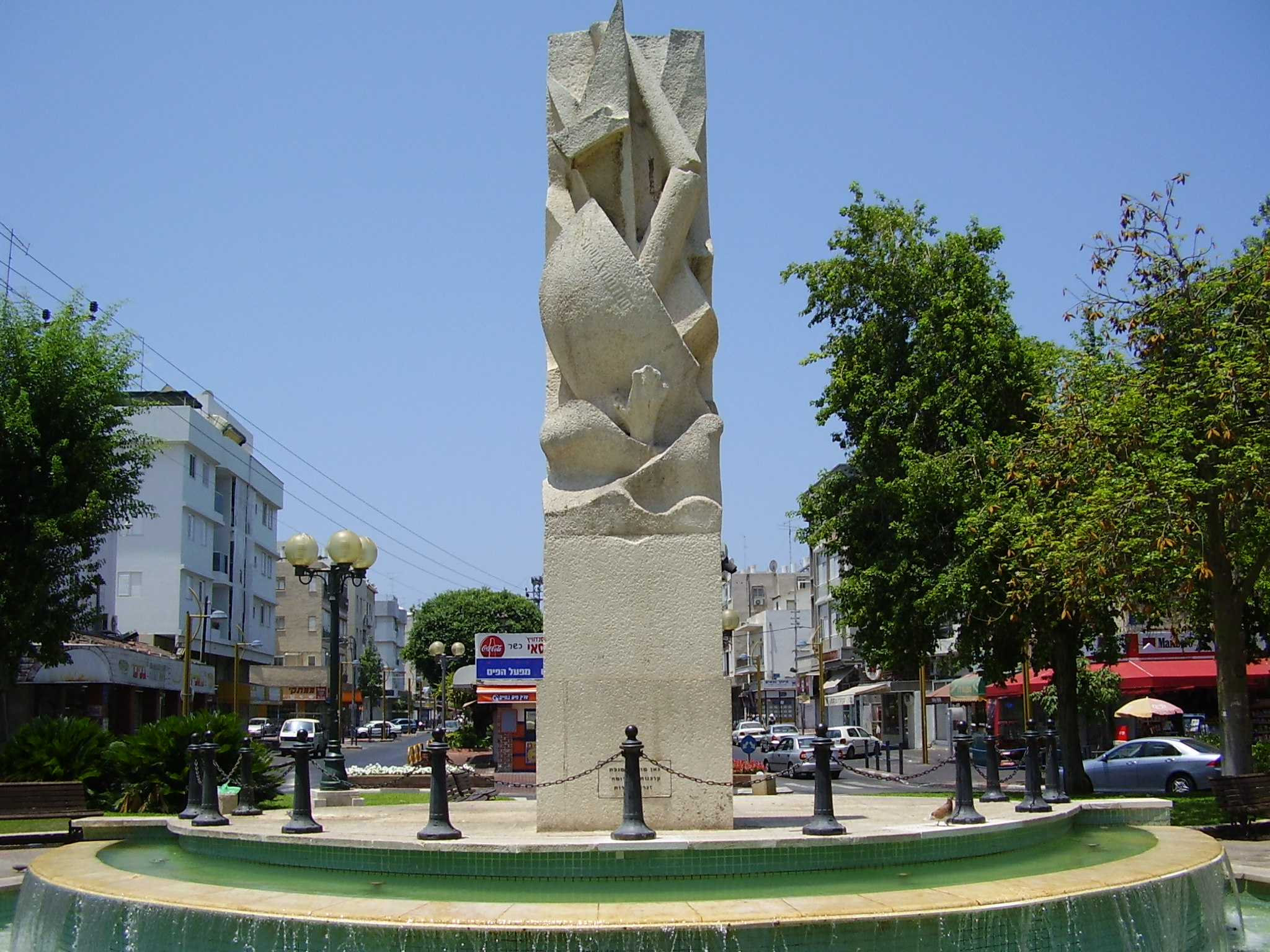
Denkmal in Cholon
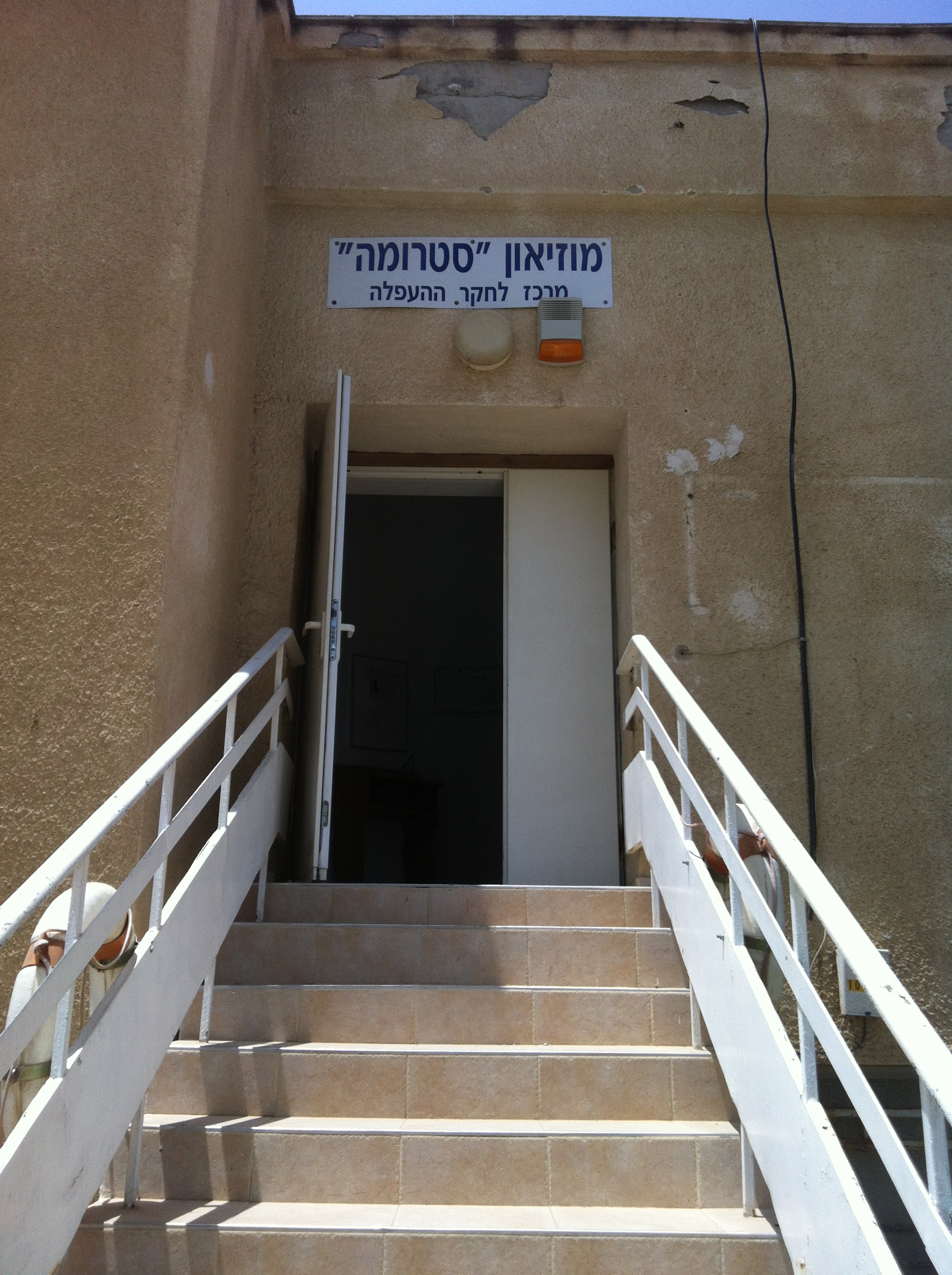
Eingang zum Museum

Auf der Internetplattform von Yad Vashem steht eine kleine Online-Ausstellung zur Verfügung, von der aus zu einer ausführlicheren Dokumentation verlinkt werden kann.

## Rezeption
- Doğan Akhanlı: Madonna'nın Son Hayali (Roman). Kanat Kitap, Istanbul 2005, ISBN 975-8859-25-0. Das Buch wurde von türkischen Kritikern und Schriftstellern zu den zehn besten Romanen des Jahres 2005 gerwählt.
  - Madonnas letzter Traum. Übersetzung Recai Hallaç. Bremen: Sujet Verlag, 2019.
- Douglas Frantz, Catherine Collins: Death on the Black Sea: The Untold Story of the Struma and World War II's Holocaust at Sea. Ecco, New York 2004, ISBN 0-06-093685-1.
- Zülfü Livaneli: Serenad (Roman). Doğan Kitapçılık, Istanbul 2010, ISBN 605-09-0028-0, deutsch „Serenada für Nadja“, Klett-Cotta, Stuttgart 2013, ISBN 978-3-608-93963-7.
- Lisa Schwarz: Schiff ohne Anker. Verlag der Nation, Berlin 1961.
- Andreas Pittler: Das Totenschiff. Mandelbaum, Wien 2016, ISBN 3-85476-494-4.